# 18132 Spector
18132 Spector este o planetă minoră (asteroid), cu un diametru de 5,141 km, din centura de asteroizi. A fost descoperită pe 30 iulie 2000 la Observatorul Reedy Creek de John Broughton⁠(d). 
Obiectul prezintă o orbită caracterizată de o semiaxă mare de 2,2926618 UAi, o excentricitate de 0,18, o înclinație de 2,80103 ° în raport cu ecliptica.